# Polytrichophora azurescens
Polytrichophora azurescens är en tvåvingeart som först beskrevs av Giordani Soika 1956.  Polytrichophora azurescens ingår i släktet Polytrichophora och familjen vattenflugor. Inga underarter finns listade i Catalogue of Life.